# 이케다 쥰야
이케다 준야(池田 純矢, 1992년 10월 27일 ~ )는 일본의 전직 성우, 배우이다.  제이록 소속. 본명 과 이전 예명은 이케다 준 (池田 純).
2011년 6월, 《해적전대 고카이저》 제17화 에서, "이카리 가이/고카이 실버" 역으로 출연.

## 개요
2006년 제19회 JUNON슈퍼 보이 콘테스트에서 사상 최연소 준 그랑프리를 수상하면서 데뷔했다.
2011년 3월보다 예명을 현재의 이케다 순시으로 고친다. 그 해 6월 《해적전대 고카이저》 제17화보다 이탈리아 수개/고카이 실버 역으로 출연. 《고카이저》에서 고카이 그린의 슈트 액터를 담당하는 타케우치 야스히로는 이케다의 술기운 행동을 높이 평가하고, 공부가 되라고 말하고 있다. 또 고카이 토크에서 고카이 실버의 슈트 액터를 맏 사토오 다이스케가 「나의 차례 없을지도!」라고 불평한 것으로 밝혀졌다. 극장판에서는 고카이 실버/이수 갑옷의 차례는 적기 때문에 "반대 자이언 현상"(거구는 영화가 좋은 녀석이 될 차례가 많기 때문)라고 꼬집다. 《가면라이더 × 슈퍼 전대 × 우주형사 슈퍼히어로대전Z》에서는 주연급 포지션을 맡아 기회가 많아지고 기뻤다고 말했다. 유치원 때의 꿈은 "키바 레인저가 되고 싶다". 《고카이저》 제33이야기는 이탈리아 수갤 고카이 실버가 레인저 키를 사용하여 이 레인저로 변신, 이 꿈이 이뤄진다.
2013년에는 애니메이션 작품 《은하 기공대 마제스틱 프린스》에 성우로서 출연하고 성우로서 경력도 시작했다. 공연한 성우부터는 그 연기를 극찬을 받았으며 《은하 기공대 마제스틱 프린스》에서 공연한 사와시로 미유키는 "너희들(배우)에 그런 일당 하면, 우리(성우)밥 먹을 수 없게 된다."고 말했다. 또 스기타 토모카즈부터는 자신의 라디오나 트위터 등에서 종종 "더빙이 아주 잘하순시 군"으로 불린다.
2015년 7월 낭독 연극 《너와의 거리는 100억광년》에서 처음으로 각본, 연출을 벌인다. 제품의 디자인 등도 담당했다. 그 때, 소년 중 주재의 모리 긍굉, 출연한 배우 츠다 칸지 등에서 그 각본력을 높이 평가됐다.
2017년 1월 각본·연출을 다루는 엔*게키 시리즈 두편 《엔*게키#02스타 피프르즈‼》가 키노쿠니야 홀에서 공연된다.

## 논란 및 사건사고
2023년 10월 27일자로 특수사기 사건으로 체포되었으나, 절도혐의로 인해 재체포되었다.
그러나 그는 동시에 회사와 계약이 해지되었다.

## 출연작

### 드라마
- 《우리의 교과서》 (2007년) - 코바야시 유우키
- 《아름다운 그대에게~미남♂파라다이스~》 (2007년) - 카미신죠 아츠키
- 《사이토씨》 (2008년) - 나라하라 토시오
- 《Café 기치조지에서》 (2008년) - 이치노미야 준
- 《14세》 (2009년) - 다이차
- 《기네 산부인과 여자들》 (2009년)
- 《사인》 (2011년)
- 《해적전대 고카이저》 (2011년) - 이카리 가이/고카이 실버
- 《가로-GARO- ~어둠을 비추는 자~》 (2013년) - 자쿠즈레모 류 / 염인기사 젠
- 《동물전대 쥬오우저》 (2016년 9월 4일 ~ 9월 11일) 이카리 가이/고카이 실버

### 기타 프로그램
- 《고교 강좌/가정 종합》 (2008년 4월 ~ 2011년 3월)
- 《물리면 긴 일본에는 수많은 신이 있을지도 모른다》 (2013년 4월 ~ 8월)

### 영화
이케다 준 명의
- 《DIVE!!》 (2008년) - 사카이 히로야
- 《란디즈》 (2009년) - 마사미
- 《개의 목걸이와 고로케와》 (2011년)
- 《가쿠도리》 (2011년)
- 《실사판 닌자보이 란타로》 (2011년) - 시오에 몬지로

이케다 준야 명의
- 《해적전대 고카이저 THE MOVIE: 하늘을 나는 유령선》 (2011년) - 이카리 가이/고카이 실버
- 《해적전대 고카이저 vs. 우주형사 갸반 THE MOVIE》 (2012년) - 아카리 가이/고카이 실버
- 《극장판 가면라이더 vs 파워레인저 슈퍼히어로 대전》 (2012년)- 이카리 가이/고카이 실버
- 《특명전대 고버스터즈 vs 해적전대 고카이저 THE MOVIE》 (2013년) - 이카리 가이/고카이 실버
- 《가면라이더 × 슈퍼 전대 × 우주형사 슈퍼히어로대전Z》 (2013년) - 이카리 가이/고카이 실버, 가면라이더 테오
- 《디지몬 어드벤처 트라이》 제3장: 고백 (2016년) - 키도 죠

### TV 애니메이션
- 《앙상블 스타즈!》(2019 7월 ~ 2019 12월) - 텐마 미츠루

### 게임
- 《앙상블 스타즈!》 (2015~) - 텐마 미츠루